# Ema Klinec
Ema Klinec, slovenska smučarska skakalka, * 2. julij 1998, Kranj. 
Ema je članica kluba SSK Norica Žiri in slovenske ženske skakalne reprezentance ter svetovna prvakinja s Svetovnega prvenstva 2021 in nekdanja svetovna rekorderka z 226 m. Njen osebni trener je Jernej Kumer.

## Tekmovalna kariera

### Začetki, 2011-13
Na mednarodnih skakalnih prireditvah je začela nastopati še zelo mlada. V začetku leta 2011 je v starosti komaj 13 let in pol debitirala na tekmah za celinski pokal in se takoj začela uvrščati med najboljše. Tako je bila na prvi tekmi v Ljubnem ob Savinji 22. januarja šestnajsta, naslednjega dne, 23. januarja po je dosežek še izboljšala z osvojenim osmim mestom. Nato je do konca sezone 2010-11 nastopila še na štirih tekmah in vedno končala med dobitnicami točk. Tako je sezono končala na 36. mestu z osvojenimi 106 točkami. V naslednji sezoni je nadaljevala z dobrimi uvrstitvami na tekmah kontinentalnega pokala in si že kmalu po začetku tekmovanja priskakala uvrstitev na stopničke za zmagovalke. To je bilo 20. avgusta 2011 v nemškem Oberwiesenthalu, ko je bila druga. Do konca sezone je dodala še več solidnih uvrstitev, med drugim tudi dve tretji mesti, in končala tekmovanje z osvojenimi 136 točkami na skupno 10. mestu.
Poleg tega je v tej sezoni prvič nastopila tudi na svetovnem mladinskem prvenstvu, ki je bilo tedaj v turškem Erzurumu. Najprej je na posamični tekmi dne 23. februarja 2012 zasedla 14. mesto. Nato je nastopila na sploh prvi organizirani ekipni tekmi mladink. Dne 25. februarja je v zasedbi Urša Bogataj, Ema Klinec, Špela Rogelj in Katja Požun se veselila tretjega mesta in osvojene bronaste medalje.
V sezoni 2012-13 je najprej nastopila na štirih tekmah alpskega pokala in na vseh štirih zmagala. Nato je nastopila na svojem drugem svetovnem mladinskem prvenstvu, in sicer v češkem Libercu. Najprej je bila na tekmi posameznic deveta, nato pa na ekipni tekmi dne 26. januarja slavila zmago v isti postavi kot prejšnje leto. V tem času je bila kljub talentu še premlada, da bi lahko nastopala na tekmah svetovne elite saj je bila še osnovnošolka.

### Do najmočnejših tekem, 2013-16
Njen nadaljnji večji uspeh je bila zmaga na poletni veliki nagradi v Courchevelu 15. avgusta 2013, ko je slavila v starosti 15 let. Zatem je septembra nastopila na dveh tekmah kontinentalnega pokala v norveškem Lillehammerju in obakrat zmagala. Na podlagi teh dosežkov je nato prišla njena priložnost za preizkus na tekmah najvišjega ranga.

#### Svetovni pokal 2013-14
Na tekmah za svetovni pokal je prvič nastopila v starosti 15 let in pet mesecev. To je bilo 6. decembra 2013 na ekipni tekmi mešanih parov, ko je Slovenija nastopila v postavi Maja Vtič, Jaka Hvala, Ema in Peter Prevc ter zasedla 5. mesto. Naslednjega dne, 7. decembra je debitirala na tekmi posameznic in zasedla dobro 7. mesto kot najbolje uvrščena Slovenka na tekmi. Sezono je nadaljevala z dobrimi uvrstitvami na naslednjih štirih tekmah, ko je poleg rednega uvrščanja med najboljše tudi izboljšala svoj najboljši rezultat, ko je bila dne 3. januarja 2014 v ruskem Čajkovskem peta. Zopet kot najbolje uvrščena Slovenka na tekmi. Tedaj je bila tudi zelo dobro uvrščena, kot trenutno osma, v skupnem seštevku pokala in je bila na dobri poti, da se zasidra med najboljšimi skakalkami sveta. 
Zatem pa je prišlo do poškodbe kolena, ki je prekrižala Emine načrte o nadaljnjih nastopih. Med drugim je odpadel tudi nastop na olimpijskih igrah. Sledilo je dolgotrajno okrevanje in Ema je bila povsem brez nastopov leto dni in pol.
Tako je po vsega petih posamičnih nastopih v svetovnem pokalu in štirih uvrstitvah med najboljših deset sezono zaključila ter se na koncu uvrstila s 175 osvojenimi točkami na 25. mesto.

#### Vrnitev po poškodbi, 2015-16
Sredi leta 2015 je Klinčeva okrevala po hudi poškodbi in se začela vračati med aktivne. Po nekaj prvih tekmah nižjega ranga, ki jih je opravila za trening, se je udeležila tekme celinskega pokala v nemškem Oberwiesenthalu. Torej na prizorišču kjer je dve leti prej že stala na zmagovalnem odru. Tokrat je na prvi od dveh tekem zmagala pred vsemi, tudi serijsko zmagovalko Saro Takanaši in na naslednji bila druga za Takanašijevo. 
Sledila je za Emo prva cela sezona, to je bila sezona 2015-16 v kateri se je pri sedemnajstih letih dokazala, da sodi med boljše skakalke sveta. 16. januarja 2016 je z drugim mestom na tekmi v Saporu dosegla svoje prve stopničke v svetovnem pokalu. Poleg tega je dosegla še dve tretji mesti in na skupno dvanajstih tekmah na katerih je nastopila bila kar osemkrat uvrščena med prvo deseterico. Vse to je bilo dovolj, da se je v skupnem seštevku sezone prvič uvrstila med prvo deseterico. Na koncu je s 426 točkami kot druga najboljša Slovenka za Majo Vtič zasedla skupno deveto mesto.

#### 2016: Prve zlate kolajne
Poleg nastopanja v svetovnem pokalu se je udeležila še dveh prireditev za mlajše, ki sta bili na sporedu v februarju leta 2016. Najprej je skakala na Mladinskih olimpijskih igrah in tam blestela. Najprej je zmagala pred vsemi na tekmi posameznic, nato pa je slavila še na ekipni tekmi, v postavi sta bila poleg nje še Bor Pavlovčič in Vid Vrhovnik. Sledil je nastop na Svetovnem mladinskem prvenstvu, ki je bil za leto 2016 organiziran v romunskem Rasnovu. Tam ji nastop med posameznicami ni najbolje uspel, bila je šele šesta. Zato pa je na ekipni tekmi skupaj z Niko Križnar, Borom Pavlovčičem in Domnom Prevcem osvojila prvo mesto in zlato kolajno.

#### Mladinsko SP 2017: ena zlata ter dve srebrni medalji
Februarja 2017 je nastopila na tekmah za Mladinsko svetovno prvenstvo v ameriškem Park Cityju in si tam priborila dve srebrni ter eno zlato medaljo. Najprej je 1. februarja na tekmi posameznic bila druga, nato pa še 3. februarja na ženski ekipni tekmi ponovno zasedla drugo mesto, in sicer v postavi Jerneja Brecl, Katra Komar, Nika Križnar in Ema. Tako je v ženski konkurenci osvojila dve srebrni medalji. Poleg tega pa je bila na tekmi mešanih ekip v postavi skupaj z Niko Križnar, Tilnom Bartoljem in Žigo Jelarjem prva, saj so osvojili naslov prvakov ter se veselili zlate medalje. Torej skupaj tri medalje, osvojene na treh tekmah na enem prvenstvu. 

#### Mladinsko SP 2018: dve novi zlati medalji
2. februarja 2018 je v starosti 19 let osvojila svojo sedmo medaljo na mladinskih svetovnih prvenstvih, potem ko je na tekmi posameznic v švicarskem Kandterstegu zaostala zgolj za reprezentančno kolegico Niko Križnar. Od sedmih je to tretja srebrna kolajna zanjo in druga zapored na posamični preizkušnji. Dan zatem, 3. februarja, je nastopila na moštveni preizkušnji v postavi Jerneja Brecl, Nika Križnar, Katra Komar in Ema, ter osvojila naslov ekipnih svetovnih prvakinj in novo, že četrto, zlato medaljo.

## Osebno
Tudi njena starejša sestra Barbara je smučarska skakalka. Doma je na Poljanah nad Škofjo Loko. 

## Dosežki v svetovnem pokalu

### Uvrstitve po sezonah
| Sezona  | Uvrstitev | Točke |
| ------- | --------- | ----- |
| 2013-14 | 25.       | 175   |
| 2015-16 | 9.        | 426   |
| 2016-17 | 6.        | 630   |
| 2017-18 | 11.       | 381   |
| 2018-19 | 24.       | 214   |
| 2019-20 | 8.        | 496   |
| 2020-21 | 6.        | 492   |
| 2021-22 | 7.        | 680   |
| 2022-23 | 3         | 1.281 |

### Uvrstitve na stopničke po sezonah
| Sezona  | 1 | 2  | 3  | Skupaj |
| 2013-14 | - | -  | -  | -      |
| 2015-16 | - | 1  | 2  | 3      |
| 2016-17 | - | 1  | 1  | 2      |
| 2017-18 | - | -  | -  | -      |
| 2018-19 | - | -  | 2  | 2      |
| 2019-20 | - | 1  | -  | 1      |
| 2020-21 |   | 2  | 1  | 3      |
| 2021-22 | 1 | 1  | 3  | 5      |
| 2022-23 | 1 | 7  | 1  | 9      |
| Skupaj  | 2 | 13 | 10 | 25     |

### Individualni nastopi (51)
| Sezona    | 1           | 2           | 3           | 4                      | 5                     | 6          | 7         | 8          | 9          | 10        | 11         | 12         | 13         | 14         | 15         | 16         | 17         | 18        | 19          | 20        | 21          | 22          | 23        | 24        | 25 | Točke |  |
|           |             |             |             |                        |                       |            |           |            |            |           |            |            |            |            |            |            |            |           |             |           |             |             |           |           |    |       |  |
| 2013-14   | Lillehammer | Hinterzten  | Hinterzten  | Čajkovskij, okraj Perm | Čajkovski, okraj Perm | Saporo     | Saporo    | Zaō Onsen  | Zaō Onsen  | Planica   | Planica    | Hinzenbach | Hinzenbach | Râšnov     | Râšnov     | Oslo       | Falun      | Planica   |             |           |             |             |           |           |    | 175   |  |
| 2013-14   | 7.          | 8.          | 12.         | 5.                     | 6.                    | –          | –         | –          | –          | –         | –          | –          | –          | –          | –          | –          | –          | –         |             |           |             |             |           |           |    | 175   |  |
|           |             |             |             |                        |                       |            |           |            |            |           |            |            |            |            |            |            |            |           |             |           |             |             |           |           |    |       |  |
| 2015-16   | Lillehammer | Nižni Tagil | Nižni Tagil | Saporo                 | Saporo                | Zaō Onsen  | Zaō Onsen | Oberstdorf | Oberstdorf | Oslo      | Hinzenbach | Hinzenbach | Ljubno     | Ljubno     | Lahti      | Almati     | Almati     |           |             |           |             |             |           |           |    | 426   |  |
| 2015-16   | 32.         | 16.         | 31.         | 2.                     | 9.                    | 23.        | 3.        | 3.         | 4.         | 4.        | 9.         | 5.         | –          | –          | –          | –          | –          |           |             |           |             |             |           |           |    | 426   |  |
|           |             |             |             |                        |                       |            |           |            |            |           |            |            |            |            |            |            |            |           |             |           |             |             |           |           |    |       |  |
| 2016-17   | Lillehammer | Lillehammer | Nižni Tagil | Nižni Tagil            | Oberstdorf            | Oberstdorf | Saporo    | Saporo     | Zaō Onsen  | Zaō Onsen | Râšnov     | Râšnov     | Hinzenbach | Hinzenbach | Ljubno     | Ljubno     | Pjongčang  | Pjongčang | Oslo        |           |             |             |           |           |    | 630   |  |
| 2016-17   | 10.         | 10.         | 6.          | 7.                     | 7.                    | 2.         | 4.        | 11.        | 8.         | 6.        | –          | –          | –          | –          | 5.         | 5.         | 3.         | 4.        | 6.          |           |             |             |           |           |    | 630   |  |
|           |             |             |             |                        |                       |            |           |            |            |           |            |            |            |            |            |            |            |           |             |           |             |             |           |           |    |       |  |
| 2017-18   | Lillehammer | Lillehammer | Lillehammer | Hinterzarten           | Saporo                | Saporo     | Zaō Onsen | Zaō Onsen  | Ljubno     | Ljubno    | Râșnov     | Râșnov     | Oslo       | Oberstdorf | Oberstdorf |            |            |           |             |           |             |             |           |           |    | 381   |  |
| 2017-18   | 26.         | 20.         | 11.         | 10.                    | q                     | 8.         | 6.        | 8.         | 6.         | 9.        | 8.         | 8.         | 14.        | 6.         | 13.        |            |            |           |             |           |             |             |           |           |    | 381   |  |
|           |             |             |             |                        |                       |            |           |            |            |           |            |            |            |            |            |            |            |           |             |           |             |             |           |           |    |       |  |
| 2018-19   | Lillehammer | Lillehammer |             | Prémanon               | Prémanon              | Saporo     | Saporo    | Zaō Onsen  | Zaō Onsen  | Râșnov    | Râșnov     | Hinzenbach | Hinzenbach | Ljubno     | Ljubno     | Oberstdorf | Oberstdorf | Oslo      | Lillehammer | Trondheim | Nižni Tagil | Nižni Tagil | Čajkovski | Čajkovski |    | 214   |  |
| 2018-19   | 9.          | 3.          | 16.         | 3.                     | 4.                    | -          | -         | -          | -          | -         | -          | -          | -          | -          | -          | -          | -          | -         | -           | -         | -           | -           | -         | -         |    | 214   |  |
|           |             |             |             |                        |                       |            |           |            |            |           |            |            |            |            |            |            |            |           |             |           |             |             |           |           |    |       |  |
| 2019-2020 | 4.          | 4.          | 2.          |                        |                       |            |           |            |            |           |            |            |            |            |            |            |            |           |             |           |             |             |           |           |    | 496   |  |
|           |             |             |             |                        |                       |            |           |            |            |           |            |            |            |            |            |            |            |           |             |           |             |             |           |           |    |       |  |
| 2020-2021 |             |             |             |                        |                       |            |           |            |            |           |            |            |            |            |            |            |            |           |             |           |             |             |           |           |    |       |  |
|           |             |             |             |                        |                       |            |           |            |            |           |            |            |            |            |            |            |            |           |             |           |             |             |           |           |    |       |  |